# Justicia stellata
Justicia stellata là một loài thực vật có hoa trong họ Ô rô. Loài này được (B.L. Rob. & Greenm.) T.F. Daniel mô tả khoa học đầu tiên năm 2002.